# ۲-کلرو-ام-کرسول
۲-کلرو-ام-کرسول (به انگلیسی: 2-Chloro-m-cresol) با فرمول شیمیایی C7H7ClO یک ترکیب شیمیایی با شناسه پاب‌کم 5280498 است. که جرم مولی آن ۱۴۲٫۵۸۲۹ گرم بر مول می‌باشد. 